# Санта-Крус (Нью-Мексико)
Санта-Крус (англ. Santa Cruz) — переписна місцевість (CDP) в США, в окрузі Санта-Фе штату Нью-Мексико. Населення — 416 осіб (2020).

## Географія
Санта-Крус розташована за координатами 35°59′29″ пн. ш. 106°1′54″ зх. д. / 35.99139° пн. ш. 106.03167° зх. д. (35.991271, -106.031755).  За даними Бюро перепису населення США в 2010 році переписна місцевість мала площу 1,27 км², уся площа — суходіл. В 2017 році площа становила 1,68 км², уся площа — суходіл.

## Демографія
Згідно з переписом 2010 року, у переписній місцевості мешкало 368 осіб у 139 домогосподарствах у складі 87 родин. Густота населення становила 289 осіб/км².  Було 164 помешкання (129/км²).
Расовий склад населення:
| - 85,9 % — білих - 2,2 % — корінних американців - 0,8 % — чорних або афроамериканців - 0,3 % — вихідців з тихоокеанських островів - 6,8 % — осіб інших рас |

До двох чи більше рас належало 4,1 %. Частка іспаномовних становила 89,7 % від усіх жителів.
За віковим діапазоном населення розподілялося таким чином: 34,5 % — особи молодші 18 років, 58,4 % — особи у віці 18—64 років, 7,1 % — особи у віці 65 років та старші. Медіана віку мешканця становила 28,0 року. На 100 осіб жіночої статі у переписній місцевості припадало 101,1 чоловіків;  на 100 жінок у віці від 18 років та старших — 91,3 чоловіків також старших 18 років.
Середній дохід на одне домашнє господарство  становив 31 885 доларів США (медіана — 14 167), а середній дохід на одну сім'ю — 23 732 долари (медіана — 9479). За межею бідності перебувало 57,3 % осіб, у тому числі 80,4 % дітей у віці до 18 років та 13,0 % осіб у віці 65 років та старших.
Цивільне працевлаштоване населення становило 117 осіб. Основні галузі зайнятості: мистецтво, розваги та відпочинок — 32,5 %, освіта, охорона здоров'я та соціальна допомога — 23,9 %, роздрібна торгівля — 11,1 %, будівництво — 9,4 %.